# Gematigd naaldwoud
Het gematigd naaldwoud is een van de veertien WWF-biomen.
Het bioom wordt soms gekenmerkt door zeer hoge bomen zoals de reuzensequoia en de kustmammoetboom.
In dit bioom komen veel naaldbomen voor, maar soms ook andere groenblijvende soorten zoals coniferen. Dit soort woud komt vooral voor in de bergen van Noord-Amerika, Europa en China, maar ook in kleinere gebieden in Korea, Japan, Mexico, Nicaragua en Guatemala. De dennenbomen van het geslacht Pinus zijn met meer dan 90 soorten vertegenwoordigd en zijn tegenwoordig ook op het zuidelijk halfrond aangeplant. Andere belangrijke geslachten zijn de zilverspar, spar, hemlockspar, Pseudotsuga, larix, Cupressus en levensboom.
De hoeveelheid neerslag is meer dan 250 mm en de temperaturen kunnen dalen tot, maar niet lager dan, -45 °C, de onderkoelingslimiet van water.

## Galerij

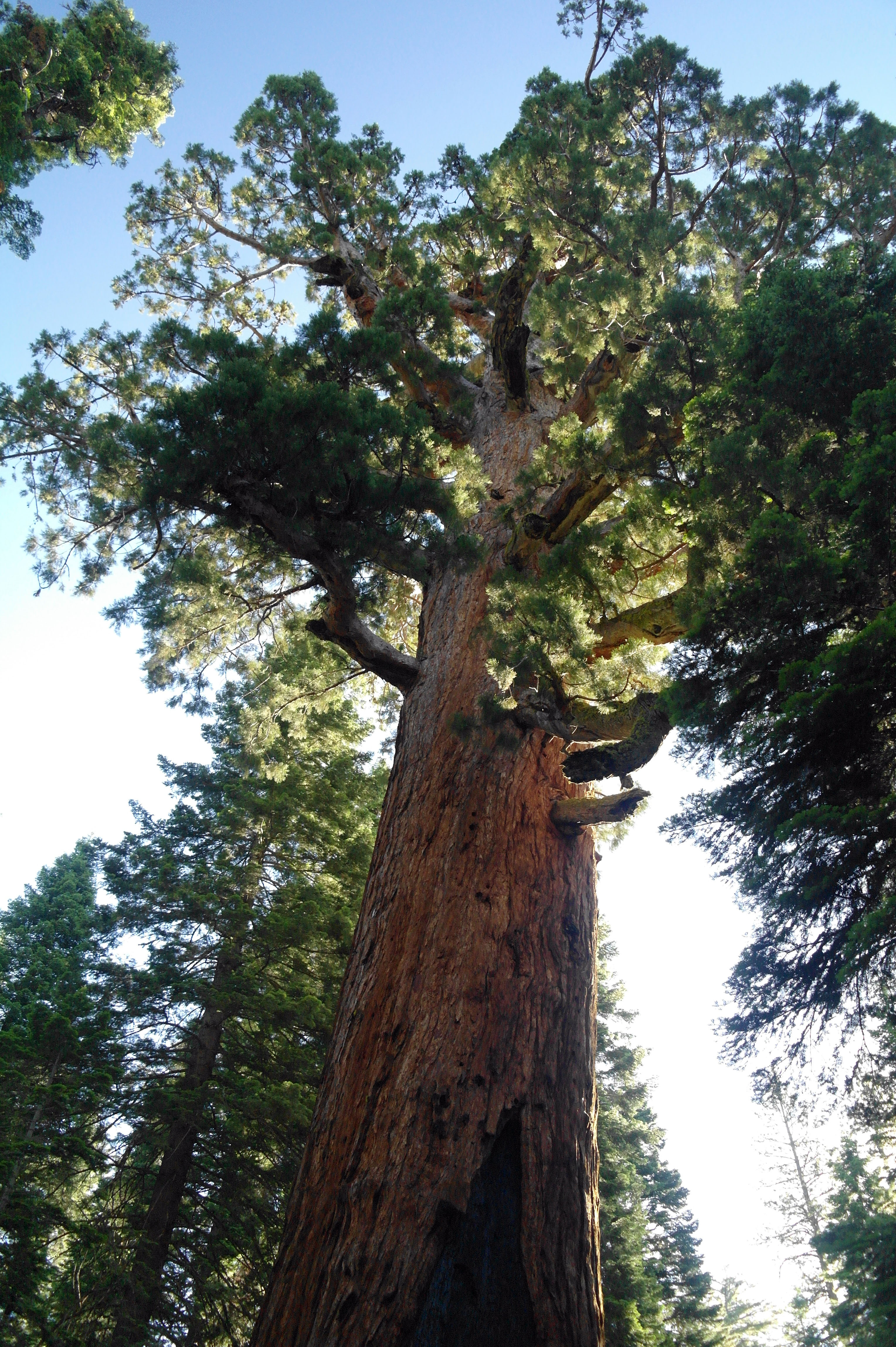
Sequoiadendron giganteum
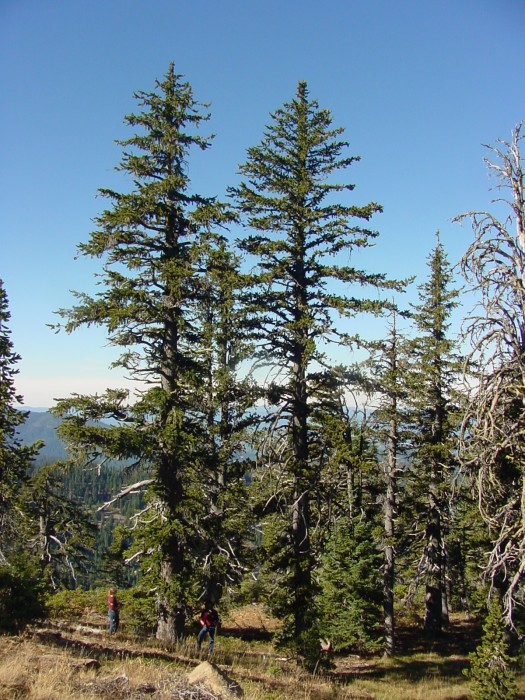
Pinus balfouriana
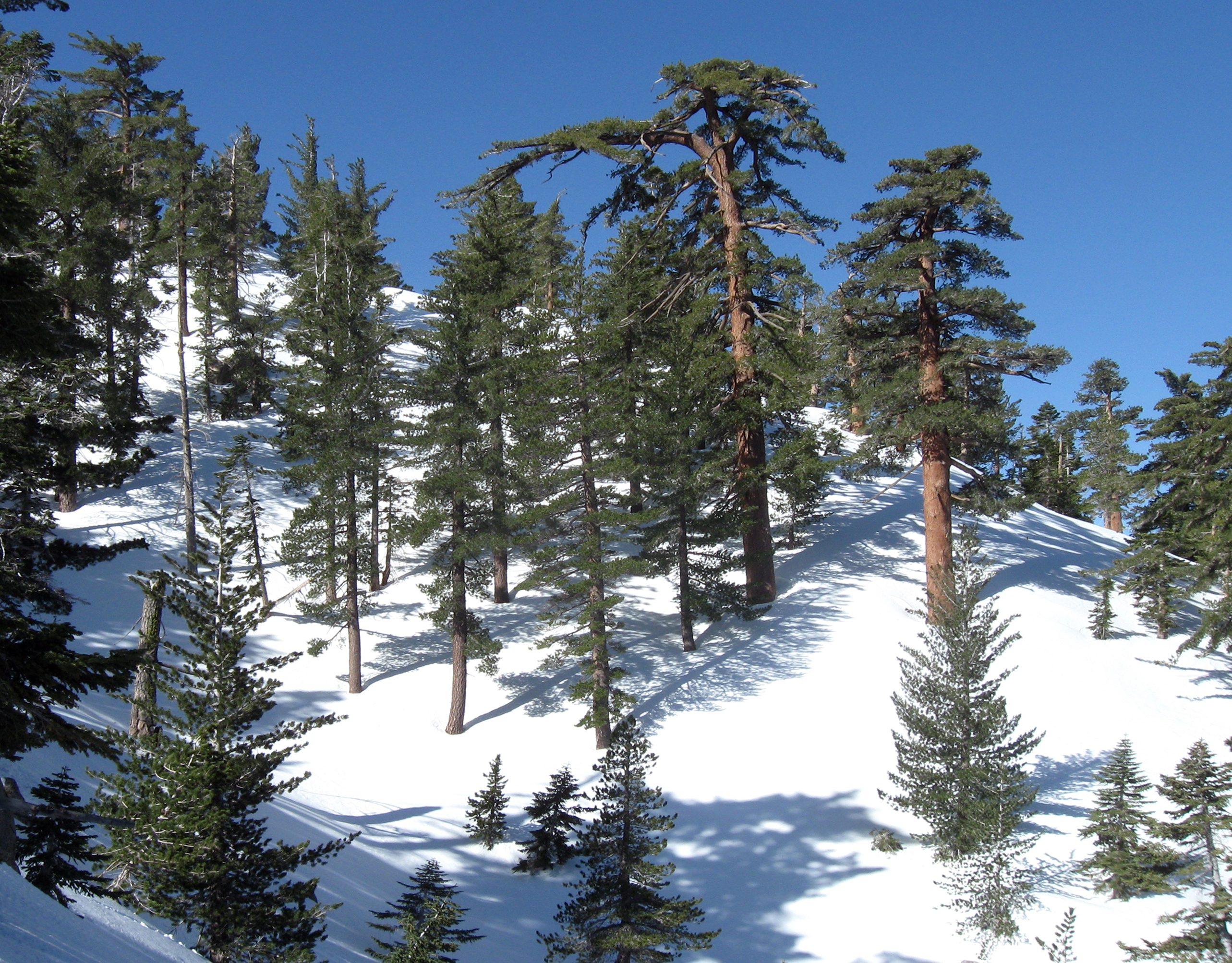
Pinus lambertiana
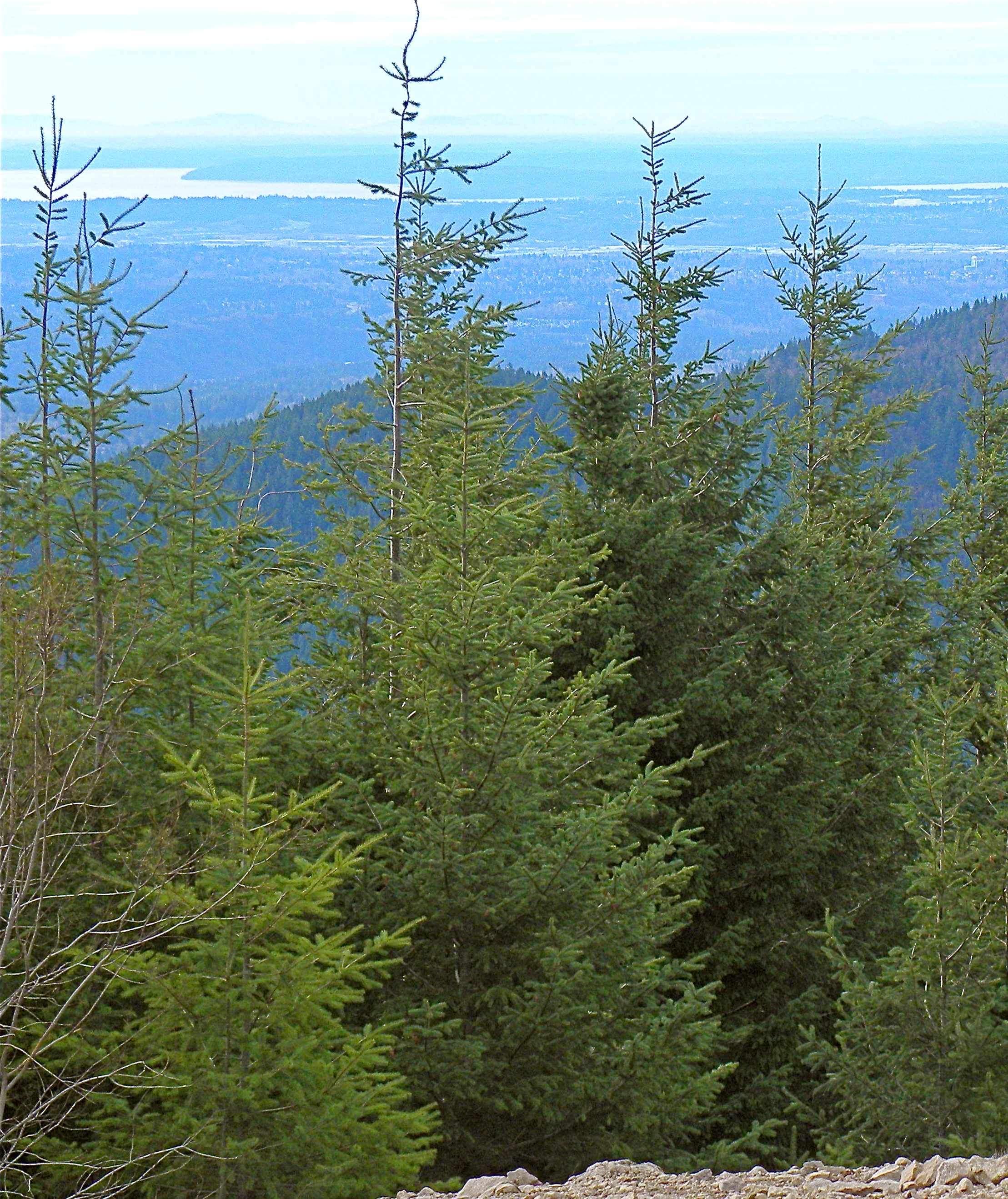
Pseudotsuga menziesii